# Osram Sylvania Inc.
Osram Licht AG (стилізований під OSRAM) — це німецька компанія зі штаб-квартирою у Мюнхені, Німеччина. Назва походить від осмію та Wolfram (німецька — вольфрам, також використовується англійською мовою), оскільки обидва ці елементи зазвичай використовувались для освітлення ниток розжарювання на момент заснування компанії. Osram позиціонує себе як високотехнологічна компанія з фотоніки, яка все більше фокусується на сенсорних технологіях, візуалізації та обробці світлом.  Операційною компанією Osram є Osram GmbH.
OSRAM була заснована в 1919 році шляхом злиття освітлювальних підприємств Auergesellschaft, Siemens & Halske та Allgemeine Elektrizitäts-Gesellschaft (AEG). Osram був дочірньою компанією Siemens AG з 1978 по 2013 рік. 5 липня 2013 року OSRAM була відокремлена від Siemens, а перелік її акцій почався 8 липня 2013 року на Франкфуртській фондовій біржі. Бізнес Osram зі звичайними джерелами світла був розпочатий у 2016 році під назвою LEDVANCE і проданий китайському консорціуму.
Після війни торгів з Bain Capital, в липні 2020 року австрійською компанією ams AG був перебраний Osram, і більшість акцій була придбана.
3 березня 2021 року ams AG оголосило, що Угода про передачу доходів і збитків («DPLTA») між ams Offer GmbH, дочірньою компанією ams AG, материнською компанією ams Group, і OSRAM Licht AG («OSRAM»)) набули чинності цього дня. Працюючи як одна компанія, маючи понад 110 років спільної історії та понад 15 000 виданих та застосованих патентів, ams Group орієнтована на створення оптичних рішень на майбутнє. Штаб-квартира знаходиться в м. Премштеттен (Австрія), а штаб-квартира — у Мюнхені (Німеччина). Компанія обслуговує клієнтів у споживчому, автомобільному, медичному та промисловому секторах.

## Історія
У 1906 р. Лампу розжарювання Osram розробив Карл Ауер фон Вельсбах. Торгова марка OSRAM «народилася» в 1906 році і була зареєстрована Deutsche Gasglühlicht-Anstalt (також відомою як Auer-Gesellschaft). Британська General Electric Company імпортувала нитки Osram для власного виробництва лампочок. У 1919 році Auergesellschaft, Siemens & Halske та Allgemeine Elektrizitäts-Gesellschaft (AEG) об'єднали своє виробництво електричних ламп із заснуванням компанії Osram.
Після захоплення влади нацистами в 1933 р. Співзасновник Вільям Мейнхардт та інші члени правління євреїв були змушені піти з посади. Під час правління його наступника Германа Шлюпмана організації, наближені до нацистської партії, такі як DAF, ставали дедалі впливовішими серед робочої сили компанії: 112—116. У березні 1933 р. Осрам профінансував 40 000 рейхсмарок для секретного фонду передвиборчої кампанії німецького промисловця на підтримку Нацистська партія.
Під час Другої світової війни Осрам використовував примусових працівників на своїх заводах у Берліні. Через безперервні бомбардування Берліна під час війни виробництво було частково перенесено до міст Східної Німеччини з 1942 року. Виробництво продуктів молібдену і вольфраму, які були класифіковані як важливі для військових дій, було передано в місто Плауен. За домовленістю між посадовцями Осмара та членами СС, поруч із фабричним заводом було встановлено два підтабори концтабору Флоссенбюрг для забезпечення постачання компанії рабськими робітниками. У підтаборі в Лайцмеріці в'язнів використовували для будівництва під землею об'єкти в рамках секретного проекту Річарда II щодо забезпечення виробництва молібдену і вольфраму під час повітряних нальотів. Щонайменше 4500 в'язнів загинуло в таборі, тоді як Осрам ніколи не переїжджав у космос через хід війни.
У 1993 році компанія OSRAM Sylvania, північноамериканський підрозділ, була створена із придбанням підрозділу освітлення Sylvania від GTE. Osram Sylvania Inc. виробляє та продає широкий асортимент освітлювальних приладів для дому, бізнесу та транспортних засобів та займає найбільшу частку північноамериканського ринку освітлення. У 2006 фінансовому році компанія досягла продажів близько 2 мільярдів євро, що становило 43 % від загального обсягу продажів Osram. У 2019 році Osram продав Сильванію Wesco International, Inc.
У 1998 році Osram придбав ламповий бізнес компанії ECE Industries India Ltd вартістю 9,55 мільйона доларів. У 2009 році Osram придбав TRAXON Technologies. У 2011 році Osram придбав Siteco.
8 липня 2013 року Siemens виділив Osram, і Osram вийшов на Франкфуртську фондову біржу.
3 березня 2021 року поєднання АМС та Осраму було завершено. Об'єднана компанія зосереджується на оптичних системах і обслуговує весь ланцюжок створення вартості, включаючи зондування, візуалізацію та освітлення, з продуктами від випромінювачів до датчиків та програмного забезпечення.

## Реклама
З 1951 по 1956 рік Сільванія спонсорувала ігрове шоу «Beat the Clock». Гранд-призами на шоу будуть телевізори Sylvania, а втішними призами будуть радіостанції Sylvania. Флеш-лампочки Сільванії «Блакитна точка ™ напевно постріл» використовувались для фотографування учасників конкурсу в незграбних вбраннях чи брудних трюках.
Однією з широко рекламованих телевізійних функцій Сильванії була освітлена периметрова маска регульованої яскравості під назвою «HALOLIGHT», яка передбачала полегшення оптичного переходу, якщо глядач дивився з темного фону на яскравий телевізійний екран. Сьогодні Philips продає функцію Ambilight, висвітлюючи стіну за плоским екраном, щоб полегшити перегляд. HALOLIGHT не вдалося адаптувати для кольорового телевізора, оскільки баланс білого кольорового телевізора (він же відстеження від низької до високої яскравості) був непередбачуваним. Оскільки біла кольорова температура HALOLIGHT та освітлений кольоровий екран не можуть бути еквівалентними, HALOLIGHT було відкликано.
Osram Sylvania спонсорував поїздку «Це маленький світ» у Діснейленді, штат Каліфорнія, з дванадцятирічною угодою, що розпочалась у 2009 році. У 2014 році логотип спонсора біля входу до атракціону змінився на логотип Siemens, материнської компанії Sylvania.

## Операції
Osram — багатонаціональна корпорація зі штаб-квартирою в Мюнхені, в якій працює близько 34 000 людей по всьому світу. Osram працює у понад 120 країнах.
У 2019 фінансовому році бізнес-модель Osram була впроваджена в трьох бізнес-підрозділах: Opto Semiconductors, Automotive та Digital.

## Opto Semiconductors
Підрозділ Opto Semiconductors надає опто напівпровідники, які є вирішальними елементами в освітленні, візуалізації та сенсорних технологіях. Osram Opto Semiconductors пропонує широкий асортимент світлодіодів у класах низької, середньої потужності, потужності та надвисокої потужності, які використовуються в загальному освітленні, автомобілях, споживчих та промислових цілях, а також в інфрачервоному, лазерному та оптичні датчики. Основним ринком збуту цих компонентів є автомобільний сектор, смартфони, носимі пристрої, загальне освітлення, освітлення для рослин, промислове освітлення та проєкція.

### Автомобільна
Підрозділ автомобільного бізнесу розробляє та виробляє світильники, модулі світла та датчики, які продає виробникам оригінального обладнання та їх постачальникам у автомобільній промисловості та ринку запасних частин (післяпродажний).
До початку 2019 фінансового року автомобільна та інші сфери бізнесу входили до підрозділу спеціального освітлення. В рамках реорганізації та подальшого перейменування бізнес-підрозділу в AM ці інші сфери бізнесу були включені до Цифрового підрозділу бізнесу.

### Цифрова
Підрозділ цифрового бізнесу був створений на початку фінансового 2019 року. Він займається всіма видами діяльності Osram, які отримують найбільшу користь від все більшого використання цифрових технологій.
Колишній підрозділ Lighting Solutions був ліквідований на початку фінансового 2019 року. Світлий бізнес Traxon був включений до нового підрозділу цифрового бізнесу. Європейський бізнес світильників (Siteco) та північноамериканський бізнес світильників, як повідомляється, припинено.

## Показники діяльності
Компанія Osram має 48 підприємств і філій, розташованих в 17 країнах світу, і забезпечує своєю продукцією споживачів в 120 країнах. Загальна чисельність персоналу — 26 200 чоловік. Виручка в звітному фінансовому 2019 році (закінчився 30 вересня) склала більше 3,5 млрд євро. Щорічно компанія інвестує більше 10 % обороту в науково-дослідні розробки.
З 23 вересня 2013 року компанія Osram Licht AG зареєстрована на фондових біржах Франкфурта і Мюнхена (ISIN: DE000LED4000; WKN: LED400; скорочення: OSR). Операційна компанія — Osram GmbH. Торговий знак OSRAM належить компанії Osram GmbH. показники діяльності
Компанія Osram має 48 підприємств і філій, розташованих в 17 країнах світу, і забезпечує своєю продукцією споживачів в 120 країнах. Загальна чисельність персоналу — 26 200 чоловік. Виручка в звітному фінансовому 2019 році (закінчився 30 вересня) склала більше 3,5 млрд євро. Щорічно компанія інвестує більше 10 % обороту в науково-дослідні розробки.
З 23 вересня 2013 року компанія Osram Licht AG зареєстрована на фондових біржах Франкфурта і Мюнхена (ISIN: DE000LED4000; WKN: LED400; скорочення: OSR). Операційна компанія — Osram GmbH. Торговий знак OSRAM належить компанії Osram GmbH.

## нагороди OSRAM
OSRAM двічі удостоювалася премії Американської академії кіномистецтв:
- 1983 рік — «Оскар» за проєкційні лампи OSRAM XBO.

- 1987 рік — «Оскар» за студійні лампи OSRAM HMI.

- Emmy Award, 2007

- Приз Президента ФРН за технології та інновації, 2007

- Приз ФРН за гармонійний розвиток, 2008

- Приз Red Dot Design Awards за дизайн 2009, 2010, 2011

- Премія Мінпромторгу «Кращий російський експортер 2009» (OSRAM, Росія)

- Премія «Бережіть енергію — 2010» головних номінацій — «Краща інноваційна енергозберігаюча технологія» (OSRAM, Росія)

- Премія журналу Architectural SSL «Інноваційні технології» (Product Inovation Awards), 2011

## В літературі
Німецький автор і лауреат Нобелівської премії Гюнтер Грас описує народження Оскара Мацерата, героя «Олов'яного барабана», як «Я вперше побачив світло цього світу у вигляді двох шістдесяти ватних лампочок. Як результат, біблійний текст» Нехай буде світло, і воно було світло «мені все ще здається ідеальним гаслом для лампочок Osram».

## У популярній культурі
Німецький футбольний менеджер Юпп Хайнкес отримав прізвисько «Осрам», оскільки його обличчя іноді червоніло під напругою матчів.